# Никитенко Віктор Григорович
Віктор Григорович Никитенко (нар. 17 квітня 1957, Чернігів) — радянський футболіст, що виступав на позиції захисника та півзахисника у низці українських клубів другої та першої ліги.

## Клубна кар'єра
Віктор Никитенко народився у Чернігові, і є вихованцем місцевої ДЮСШ. Розпочав свою кар'єру в командах майстрів молодий футболіст у рідному місті в 1976 році, в якому на той час грала київська армійська команда другої ліги, яка на той час мала назву СК «Чернігів». Наступного року Никитенко грав на Далекому Сході в іншій команді другої ліги — «Амур» (Благовєщенськ). У 1978 році футболіст повернувся в Україну, та став гравцем ворошиловградської «Зорі», проте грав виключно за дублюючий склад. У 1979 році Никитенко став гравцем друголігового криворізького «Кривбаса», проте вже в середині сезону перейшов до складу іншої команди другої ліги — луцького «Торпедо». До кінця сезону футболіст зіграв 7 матчів за луцьку команду, наступний сезон розпочав також у луцькій команді, проте після 8 зіграних матчів перейшов до команди першої ліги «Спартак» з Івано-Франківська. У цій команді він став одним із основних гравців, зігравши до кінця сезону 32 матчі в чемпіонаті. Наступного сезону він також був гравцем основи прикарпатського клубу, зігравши 44 матчі за сезон, проте цей рік був останнім для івано-франківського клубу в першій лізі. Після вибуття івано-франківців з першої ліги Никитенко разом із Іваном Іванченком з початку сезону 1982 року стає гравцем чернігівської «Десни». У першому ж сезоні разом із командою футболіст стає володарем срібних медалей чемпіонату УРСР. Проте надалі справи команди погіршились, і наступні два роки виступів Никитенка за чернігівський клуб команда поступово опускалась щаблями турнірної таблиці. Віктор Никитенко після сезону 1984 року покинув чернігівську команду. Після річної перерви у виступах за команди майстрів футболіст у сезоні 1986 року грав у складі друголігової вінницької «Нива», яка стала його останньою командою майстрів. після проголошення незалежності України Никитенко кілька років грав у складі аматорської чернігівської команди «Текстильник».